# San Ginese di Compito
San Ginese di Compito è una frazione del comune italiano di Capannori, nella zona del Compitese, in provincia di Lucca, in Toscana.

## Geografia

### Territorio
Il territorio della frazione di San Ginese di Compito occupa una bassa cresta collinare falciforme, ben distinta dai rilievi del massiccio del monte Pisano, che stanno a sud ovest. Questa si snoda longitudinalmente ed abbraccia ad est una porzione della pianura bonificata del Lago di Sesto fino al corso del Canale Rogio. L'ampia zona strappata alle acque, che si estende dal Palazzaccio dei Bernardini fino all'area ancora oggi chiamata Bernardini, che arriva fino alla Dogana, ha dato lavoro ai sanginesini dalla bonifica (anno 1859) ad oggi. Prima della bonifica il lago offriva la possibilità di pescare, attività svolta soprattutto in località al Porto dove è situata oggi la via delle barche, luogo presumibilmente di stazionamento di imbarcazioni. 

Carta geologica tratta dal DB Geologico Regione Toscana

La frazione si sviluppa per 4,5 km² nella parte sud-est del territorio del Comune di Capannori; fa parte della zona del Compitese; conta 1.038 abitanti nel 2019. L'insediamento della popolazione è avvenuto in modo del tutto caratteristico per piccoli raggruppamenti di case, i borghi, chiamati ceppi dalla gente del luogo, generalmente sopraelevati rispetto al piano di campagna dell'Alveo di Bientina, ovvero l'ampia pianura lasciata dall'antico lago di Sesto.
La parte rilevata della frazione, che ospita gli abitati, è composta geologicamente da macigno, diversamente dai rilievi che appartengono al massiccio del Monte Pisano, che sono composti da quarziti.

### I borghi
Gli abitati sono raggruppati in piccoli borghi. Nella fascia di transizione tra la collina e la pianura si trovano frequenti abitati denominati "Porto", che, privati delle acque dalle opere di bonifica che li lambivano, hanno perso gran parte del loro valore costituito un tempo dalla possibilità di approdo e rimessaggio per le imbarcazioni, che solcavano le acque per motivi commerciali o legate all'attività di pesca.
- Castello: è il borgo principale, su cui si erge in posizione dominante, la più alta di San Ginese di Compito, la Chiesa della Parrocchia di San Ginese Martire, costruita sul colle dove era stato edificato Castel Durante. Sul Colle è certo che sorgesse una chiesa dedicata a S. Alessandro, attestata da un documento del 1201[2] e nel 1260 nell'Estimo della Diocesi di Lucca[4].

- Villa: sita, come altri borghi che si affacciano sull'Alveo del'antico lago di Sesto, appena sopra il piano di campagna, fino al sec. XX era chiamata Villora, dal latino "Villula", cioè piccola villa, così come, per un fenomeno linguistico prettamente lucchese, Colognola è chiamata Colognora e Capannoli è chiamato Capannori[5]; fu famosa nell'alto medioevo come sede della Pieve[6] di San Giovanni Battista e Santo Stefano, che rimase tale fino al 1026 come attestato nel documento n. 114.  "Lignola (Colognora) prope plebem S. Stephani, que dicitur Villula"[7]. In seguito la Pieve venne declassata a semplice Ecclesia S.Stefano, che fu accorpata nel 1688 alla Chiesa di S. Ginese fino a scomparire nel 1803. Fu comune indipendente almeno fino alla realizzazione dell'Estimo Guinigiano (1411-1413).

- Cecchini: borgo in collina, sito appena sotto la cima del Monte Tristo e vicino al serbatoio dell'acqua comunale.

- Pierini: ai piedi di Castello, quasi continuazione del borgo di Villa, si pone al centro della collina falciforme di San Ginese, dove inizia la distesa dei campi che continua dell'alveo di Bientina.
- Lecci: borgo tra i più vitali, si affaccia sulla strada principale della frazione, la via San Ginese,
- Collina: prosegue a sud il filare di case che si affacciano su via San Ginese per scendere verso il piano, in direzione della stazione di san Ginese di Compito della Ferrovia Lucca-Bientina, dismessa dopo la fine delle II guerra mondiale.
- Centoni: vi è posto l'ufficio postale, aperto solo in alcuni giorni della settimana.
- Al Porto: aggregato di case situato sul promontorio di approdo per l'antico lago di Sesto, chiamato una volta S. Pellegrino, piccola altura chiamata Monte, che si spingeva nel lago come un promontorio, provvisto di due rientranze portuali.

Gli abitati più piccoli sono rappresentati da: Località Monticello, Località La Dogana (zona di confine con lo Stato Fiorentino), Picchio (nel catasto Borbonico citato come "porto al Picchio", un tempo noto come Case dell'Altogradi), Valentini, Marchetti, il Maggiorello, Francesconi, Luporini, Montanari, Palmini.

## Origini del nome
San Ginese di Compito deve il suo nome a San Ginese Martire, il martire attore e musicante, Lucio Genesio, patrono degli attori e dei musicisti e di quanti stanno sul teatro, cui è dedicata la chiesa della parrocchia posta in Castel Durante, oggi Castello. 
Fino al sei/settecento la documentazione riguardante il territorio di San Ginese di Compito, per lo più contenuta nell'Archivio di Stato di Lucca e nell'Archivio Arcivescovile di Lucca, faceva riferimento unicamente a due località, Castel Durante e Villora. A partire dai documenti sei/settecenteschi compare invece l'entità amministrativa di "San Ginese",  ad esempio come parrocchia di San Ginese nel repertorio del Peviere (o Piviere: termine usato per indicare un raggruppamento di parrocchie facenti capo ad una pieve battesimale) di Compito, che era sostanzialmente rappresentato dal territorio dell'attuale Compitese, oppure negli atti civili come Comune di San GInese. Con la formazione del Comune di Capannori (1824) scompare l'appellativo "Comune". 

## Storia

### Origini
Secondo Salvatore Andreucci, negli anni 1960, nella zona antistante la collina di San Ginese era facile trovare nelle zolle di terra contenenti frammenti di vasi etrusco-campani e di età romana. L'origine romana del borgo di Villa è attestata oltre che dal nome latino anche dal ritrovamenti di anfore ed altri resti d'epoca nel territorio. Per approfondire il tema dei primi insediamenti nel territorio, ci si può riferire anche agli scavi eseguiti sulle sponde del Rogio del secolo scorso ed agli inizi del nuovo millennio e recentemente (2024) è stato rifinanziato il Parco delle 100 fattorie romane, che consente una visita ai luoghi scavati.Si può consultare quanto riportato nella voce Colognora di Compito per i risultati delle campagne di scavo eseguite sulle sponde ovest del Rogio in località Palazzaccio e zone limitrofe. Avere scoperto che a Villora sorgeva una Pieve battesimale ha condotto a stabilire che proprio Villora era il villaggio principale dell'area. La Pieve di Santo Stefano di Villora sarebbe stata fondata in un periodo a cavallo tra il IV ed il V secoloe, secondo Luigi Nanni, "è verosimile che le pievi originarie corrispondessero agli antichi «pagi ... dove aveva residenza il magistrato civile (romano)... dipendente dai magistrati del capoluogo»". Cioè Villora era il "pagus", ovvero un centro importante per l'area circostante, dai cui dipendevano diversi  "vicus". Salvatore Andreucci: "Essa (la Pieve) fu certamente la prima Chiesa del Piviere di Compito, e non per un puro caso fu scelta Villora come sua sede, ma perchè quel paese dovette essere sotto l'Impero il pagus o vicus più importante di quell'area posta fra Capannori, Porcari, Orentano e il Monte Pisano, che in epoca etrusco-romana fu senz'altro fittamente abitata."
La sua posizione dominante, di fronte alla piana delle "100 fattorie romane" la rendeva il villaggio più comodo per le campagne che i coloni, veterani delle legioni romane, avevano non solo centuriato ma anche bonificato, per poterle coltivare a cereali e viti.

### Alto Medioevo

Attestazione storica della chiesa di San Ginese nell'anno 846

Il documento più antico riferibile alla chiesa di San Ginese ed al borgo di Villora è costituito da una pergamena depositata nell'Archivio Arcivescovile di Lucca, che risale all'anno 846. Nel 24° anno dalla incoronazione del re imperatore Lotario I, avvenuta nell'anno 823, il prete Godiprando allivella una casa ed altri beni in Villora ad un tal Ermiprando, che abitava presso la chiesa di San Ginese. La notizia è confermata anche da Giuseppe Ghilarducci, che riferisce della esistenza della pergamena, sita in Archivio Arcivescovile con la segnatura ++ N,12, presumibilmente visionata personalmente: ipotizza che la chiesa intitolata a San Ginese sia verosimilmente andata distrutta: il ritrovamento, avvenuto nel 1553 del braccio di San Ginese, riportato da Ms.Mansi, confermerebbe l'esistenza di una chiesa precedente andata perduta, dedicata al medesimo San Ginese. 
Una chiesa diventava Pieve se aveva la fonte battesimale ed il S. Cimitero, che normalmente stava fuori dall'abitato. Dalle ricerche operate da Graziano Concionisui documenti dell'archivio vescovile di Lucca,  risulterebbero nel territorio di Villa/Villora/Villula altre due chiese oltre a quella battesimenale di S.Stefano di Villora, ovvero la chiesa di San Michele Arcangelo e San Benedetto nell'anno 800e chiesa di Santa Maria e San Giovann Battista di Villa nell'anno 953. Viene ricordata ancora, questa volta dal Bertini, un'altra chiesa dedicata a Santo Stefano Martire, che Aliprando ha ricostruito nel luogo detto Rogio, alla quale lo stesso offre una serie di beni tra cui una casa a Colugnola sopra Rogio ed un bosco di castagni a Lignola (luoghi entrambi siti a Colognora) ed un orto in località alla Fonte in data 29 agosto 826. È intuibile, pertanto,che nel primo medioevo i toponimi Villa/Villora/Villula  indicassero un ampio territorio ovvero un pagus, che si estendeva ben oltre le case del borgo attuale di Villa, finendo per abbracciare parte delll'area, che oggi è occupata da San Ginese e da Colognora.
Graziano Concioni ancora riporta che il 14 marzo 941 il marchese Uberto riconosce, con una sentenza pronunciata in Pisa, a Corrado, vescovo di Lucca (935-966), il pieno diritto sulla Pieve di Santo Stefano di Villa. Dell'anno 983 è la datazione di una pergamena, documento MCLXI, contenuto anch'esso nell'archivio dell'Arcivescovado di Lucca, costituito da un contratto di affitto, riportato da Barsocchini, in cui il vescovo Teudigrimo allivella a Sisemondo, ascendente dei signori di Montemagno, tutti i terreni della Plebs(Pieve) battesimale di Santo Stefano e San Giovanni Battista di Villora, direttamente sottoposta al vescovo, e tutto ciò che può produrre reddito dai fedeli di Paganico, Colugnola, Collina, Vinelia, Cerpeto, Vivaio, Colle, Tillio, Cumpito, Vico a sant'Agostino, Faeto, Massa Macinaia, "vici " dipendenti dalla stessa Pieve di Villora. E' un importante livello di Pieve o grosslibellen con cui il vescovato di Lucca si assicurava l'appoggio dei signori lucchesi, usanza che venne combattuta dalla Riforma gregoriana, in particolare da Alessandro II con la bolla Quamvis circa omnes, emanata a fine 1072, cioè a fine del suo pontificato.
Il 17 giugno 1026 viene ricordata ancora la Plebs di Santo Stefano di Villula vicino a Lignola (cioè Colognora)  in un documento del Capitolo di San Martino di Lucca, n.114. In anno imprecisato, sicuramente prima del 1050, la Pieve venne spostata nel borgo attuale di Pieve di Compito e la chiesa di Villora continuò ad esistere come semplice Ecclesia S.Stefano de Villora. Il motivo del trasferimento è da ricercarsi nella diminuizione dell'importanza di Villora, per estensione dell'antico lago di Sesto, dovuta alla mancanza di manutenzione del sistema idrico, sulle cui sponde finiva per trovarsi l'edificio sacro, affacciato su un lago. E' quindi dimostrato che nei secoli IX e X fino all'XI si sia avuto una florida Pieve a Villora. 

### Basso Medioevo

#### XI secolo e il Concilio di San Ginese
Il concilio di San Ginese fu convocato nel 1080 da papa Gregorio VII per giudicare i canonici del Capitolo di San Martino, che si erano ribellati alla rigore della riforma gregoriana, seguita dal vescovo di Lucca, Anselmo II, che voleva introdurre la vita comune e casta nel proprio clero. Il sinodo si tenne quindi vicino alla città di Lucca proprio per favorire la partecipazione dei canonici accusati di sedizione, che avevano mandato diserto almeno un precedente concilio (chiamato Romano V)  tenutosi a Roma il 19 novembre 1078. Nella Vita Alselmi del presbitero Bardo, che narra l'episodio, si riporta: "... Convenerunt ergo quam plures iterum episcopi apud Sanctum Genesium quod castrum a civitate Lucana non multum distat...".  Parecchi vescovi, soprattutto toscani, vi parteciparono, tra cui Pietro Igneo, in rappresentanza del papa. Il Concilio innesca lo scisma di Lucca, il distacco da Roma della chiesa di Lucca. È un momento topico del periodo storico denominato  "Lotta per le investiture". I canonici ribelli furono scomunicati: messi quindi alle strette, guidati dal diacono o suddiacono Pietro ed appoggiati dalle loro potenti famiglie, riuscirono a sollevare l'intera città contro il vescovo Anselmo II ( sant'Anselmo da Lucca),  che venne cacciato, inseguendolo fino nel Castello di Moriano ed ad allontanare la Contessa Matilde, che dominava la città e che non rientrerà più a Lucca, neanche quando la città superò la fase scismatica.  Grazie all'appoggio del re Enrico IV di Franconia e delle antipapa Clemente III,  che giunsero nell'estate a Lucca, poterono organizzarsi.  È certo che il Concilio di San Ginese diede avvio a quel periodo insurrezionale della città di Lucca, che durò almeno più di una dozzina d'anni, che i medievisti chiamano "scisma di Lucca", nato come reazione al movimento riformatore della chiesa, guidato da Gregorio VII ed a Lucca da Sant'Anselmo. Cardini ritiene che il completo ristabilimento dell'ordine sia avvenuto solo nel 1096, quando il vescovo ortodosso Rangerio fu consacrato, ovvero in concomitanza con il passaggio da Lucca di Urbano II e delle truppe della prima crociata.I documenti disponibili sono pochi e frammentari a causa della damnatio memoriae, che entrambe le fazioni, riformatori e ribelli,  realizzarono negli anni successivi allo scisma. 

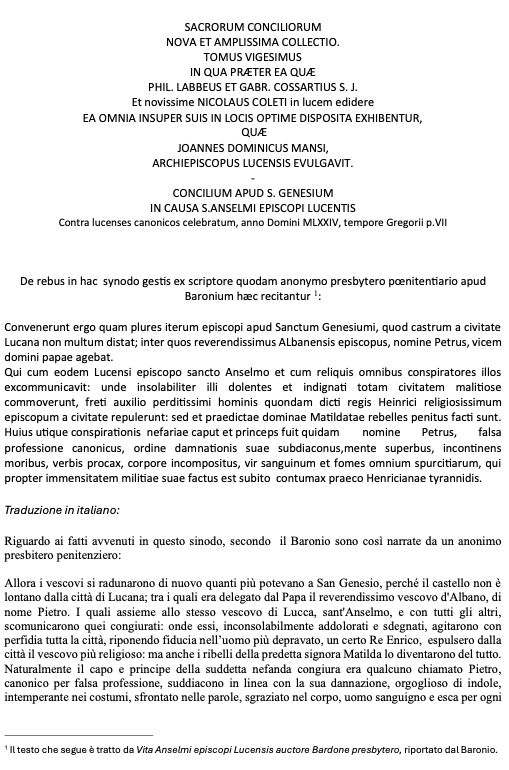
Trascrizione della documentazione relativa al Concilio di San Ginese, tratta dalla SACRORUM CONCILIORUM NOVA ET AMPLISSIMA COLLECTIO, p. 438, curata dall'Arcivescovo lucchese Giovanni Domenico Mansi, con traduzione in calce.

La questione del Concilio o Sinodo di San Ginese ha costituito un argomento molto dibattuto nel XIX secolo, in cui vari autori si sono espressi in modo diverso. Fu discussa la datazione,  che è stata attribuita all'anno 1074 nella Storia universale di tutti i Concilii generali, e particolari celebrati di Marco Battaglini, e anche da Giovanni Domenico Mansi in Sacrorum Conciliorum Nova et AmplissimaCollectio, in cui è predisposta una apposita "adnotatio cronologica" per trattarne la revisione, da cui se ne deduce l'anno 1079. Invece secondo il Dinelli (che conferma il parere del Fiorentini, Waddingo, Rota e Poggi) il Concilio si tenne proprio nel 1080, identicamente a quanto sostenuto da Barsocchini. Dinelli ricorda infatti che Pietro Igneo ritornò in Italia dalla sua legazione in Germania affidatali dal concilio romano non nel febbraio dell'anno 1079, ma solo nel marzo del 1080.
Inoltre, è stata alquanto dibattuta anche la sede del Sinodo tra gli storici ecclesiastici del millennio scorso a causa della omonimia di San Ginese di Compito, San Ginese Vico Wallari e San Ginese di Mammoli, tutti facenti parte all'epoca della vasta Diocesi di Lucca. Poiché nella Vita Alselmi episcopi lucensi del presbitero Bardone, che narra l'episodio, si riporta: "...apud Sanctum Genesium quod castrum a civitate Lucana non multum distat", Mansi ha sostenuto che il convegno avrebbe potuto tenersi solo a San Ginese di Compito, che dista circa sole quattro miglia da Lucca, piuttosto che a San Ginese Vico Wallari, assai distante dalla città. La tesi di Mansi è stata appoggiata anche da Barsocchini, e più recentemente da Guerra. Solo Di Poggio ha sostenuto che il concilio possa essersi tenuto a San Ginese di Mammoli, che era però un luogo troppo isolato e privo di abitazioni. Vale la pena di citare la nota 1 a p.157 del "Compendio di storia ecclesiastica lucchese", opera postuma di Almerico Guerra, 1924, che ebbe ad affermare: ".. ma posta attenzione ai particolari, che ne danno gli storici, può concludersi quasi con sicurezza che quel concilio (si tenne) a San Ginese di Compito. V. Barsocchini, dissertazione VIII (vol.V, parte 1, p.353)" La localizzazione del concilio presso Borgo San ginese è invece sostenuta dal Dinelli e pure dal Savigni, che si rifà alla Vita Metrica di Rangerio, che riporta che il luogo era "famosus" per l'ospitalità, come è appunto il San Genesio sito vicino a San Miniato. 
"Il luogo di San Genesio è rinomato, adatto ai convegni da svolgersi e buono per l’ospitalità.  Qui, poiché non è molto distante dalla città di Lucca,  si radunano i fratelli per ordine del padre."
"Sancti Genesii locus est famosus, agendis/Aptus colloquiis hospitioque bonus./ Hic, quia Lucana non multum distat ab urbe,/Conveniunt fratres precipiente patre."
È utile precisare che Rangerius, probabilmente di origini francesi, non conosceva i luoghi toscani, altrimenti non avrebbe scritto che Borgo San Genesio, quello famoso per i convegni, neo pressi di S.Miniato, è vicino a Lucca, visto che passando per strada più breve, cioè la via Francigena, dista 40 Km da Lucca, senza considerare l'attraversamento dell'Arno sul ponte di Fucecchio, che non sempre era transitabile. Il pellegrino poteva farcela a piedi in una giornata. Inoltre nei manoscritti dell'epoca ancora visibili presso l'archivio di Stato di Lucca, la località vicina a San Miniato è indicata costantemente con la denominazione "burgum Santi Genesii", proprio per distinguerlo da altri san Ginese,  come ad esempio si rileva distintamente in una pergamena del 1059 del fondo Fiorentini. Degli atti redatti nel Concilio non è rimasto nulla. La ricostruzione di quanto avvenuto su basa esenzialmente sulla Vita metrica Anselmi Lucensis episcopi di Rangerio e sulla Vita Anselmi episcopi Lucensis, che, voluta dalla Contessa Matilde per facilitare la santificazione di Anselmo, risale agli anni immediatamente successivi alla morte del santo vescovo, cioè tra il 1086 ed il 1089. 

#### XII secolo e seguenti
Castel Durante, sui cui resti venne edificata la chiesa, fu fondato dalla famiglia Duranti nell'anno 1188.
Nel 1260 appartenevano al Piviere di Compito, secondo l'Estimo della Diocesi di Lucca, ben tre chiese site in San Ginese di Compito: 1.Eccl. S.Stephani de Villore, 2. Eccl. S.Alexandri de Castro Durantis, 3.Eccl. S.Peregrini de Colline.

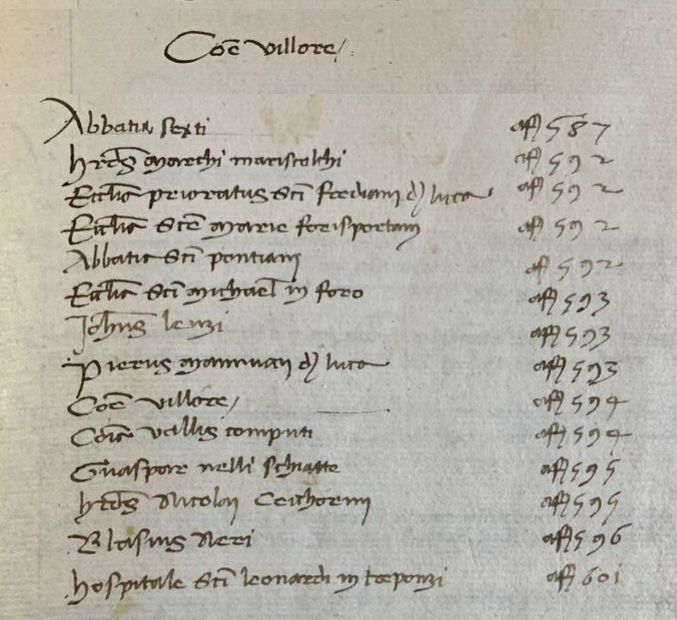
Istantanea dell'indice dell'Estimo Guinigiano (1411-1413) relativo al Comune di Villora, depositato nell'Archivio di Stato di Lucca, fondo Estimo, faldone 113

Istantanea dell'indice dei contribuenti del Comune Castri Durantis tratto dall'Estimo Guinigiano del Piviere di Compito, depositato presso l'Archivio di Stato di Lucca, fondo Estimo, faldone 113

Anche San Ginese subì la crisi demografica del XIV secolo, dovuta alle guerre comunali toscane, documentate nel territorio dalla distruzione di Castel Durante nel 1313 dalle truppe di Ugoccione della Fagiuola e dall'incendio di Villora dopo il 1332. Le guerre, con le carestie e le epidemie, decimarono la popolazione: quella di Villora ammontava a 7 famiglie nel 1331, nel 1334 vi erano rimasti solo 3 uomini, nel 1354 erano 4 famiglie, nel 1362 e 1364 dovevano essere di meno, nell'estimo del 1386 era unita a San Giusto di Massa Macinaia;
Nel 1387, come riferisce il Bongi nel suo IV volume, la situazione era identica a quella del 1260: sopravvivevano almeno tre chiese a San Ginese,S.Stefano di Villora, S.Alessandro di Casteldurante e S.Pellegrinodi Collina, tutte facenti parte della Pieve di Compito.
Nell'Estimo guinigiano del 1412 Villora aveva residente solo una famiglia, ma figurava ancora distinta da Castel Durante nel Piviere di Compito. Ma fu l'ultima volta.

### Età moderna
Nell'estimo del 1561 Villora risulta inglobata in Castel Durante, che fa parte del Piviero di Compito. Nel 1636, in sostituzione del Piviere, venne istituita la Vicaria di Compito, che comprendeva 12 comunità, i cui deputati costituivano il Parlamento di Compito, tra cui Villora, Castel Durante e San Ginese formanti un sol Comune. Il 23 giugno 1651 fu approvato lo statuto di Castel Durante, Villora e San Leonardo in Treponzio dagli Anziani del Popolo della Repubblica di Lucca.
Alla fine del secolo XVIII San Ginese ospitava i benestanti lucchesi in alcune Ville: 
- Gl Altogradi, che avevano un gran numero di terreni e case al Picchio.[63]
- Federico Bernardini, che, oltre a vasti possedimenti nelle "preselle" ad est di Villora e del borgo di Pierini, possedeva la villa rinascimentale del Palazzaccio, spesso isolata dalle inondazioni.[64]
- I Sesti, che avevano acquistato la villa con cappella nella odierna Centoni.[63][65]
- Bartolomeo Baroni che era proprietario di un Palazzo, sulle sponde occidentali del lago di Sesto.[66]

Il 22 dicembre 1819 venne nominato, all'interno del Dipartimento di Capannori, Presidente comunitativo della Sezione di San Ginese di Compito il signor Giovanni Battista Francesconi, presumibilmente collegato all'insediamento di Centoni. Il 24 settembre 1823 fu deciso che la sezione di San Ginese di Compito confluisse nella Comunità di Capannori, circondario di Lucca.

## Monumenti e luoghi d'interesse

### Chiesa Parrocchiale di San Ginese

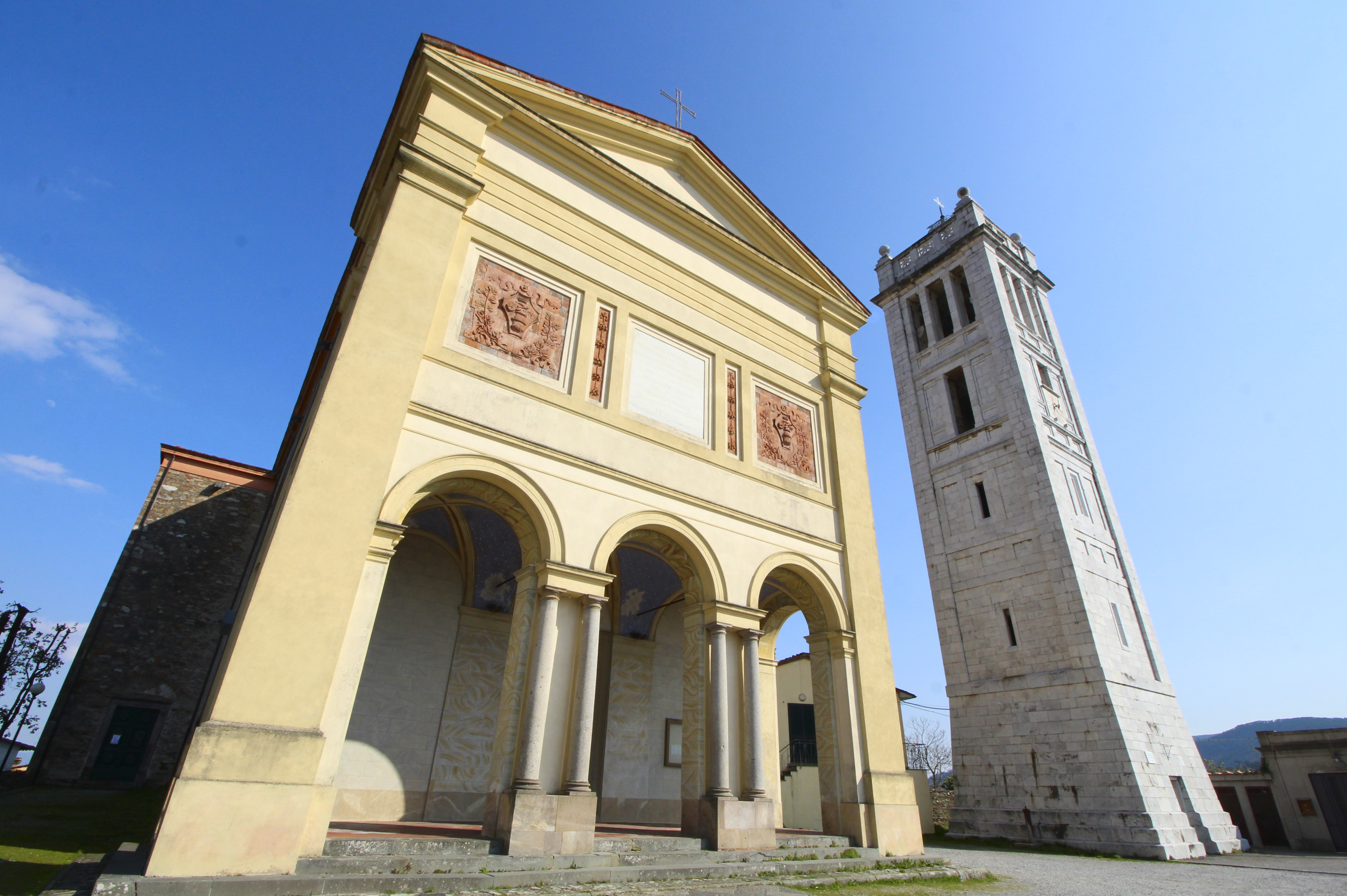
La chiesa di San Ginese

L'attuale edificio della chiesa, con pianta a croce latina ed abside semicircolare, sorge in posizione strategica sul luogo dell'antica antica fortificazione del Casteldurante; è dedicato a San Ginese martire, è stato ricostruito interamente nell'anno 1859, su progetto di Giuseppe Pardini, probabilmente sostituendo una piccola chiesa barocca che viene ritratta dal pittore Giuseppe Matraia, prima della sua ricostruzione.
Nel 1260 nell'estimo delle chiese di Lucca risulta invece solo una chiesa dedicata a Sant'Alessandro, ecclesia S. Alexandri de Castra Durantis, e nessuna intitolazione a San Ginese. 
La tradizione vuole che la dedicazione a san Ginese martire risalga al miracoloso ritrovamento di un braccio di San Ginese, avvolto in una antica pergamena, fatto avvenuto nel 1553  presumibilmente durante i lavori di ricostruzione della chiesa in forme barocche, così come vine ritratta dal pittore Giuseppe Matraia(1805-1862) in una sua opera, risalente al secolo XIX. 
Potrebbe invece trattarsi della riscoperta di una antica reliquia contenuta nella chiesa di San Ginese, andata perduta,  di cui trattasi nel documento dell'anno 846, come ha sostenuto Ms. Giuseppe Ghilarducci. Inoltre, a confermare l'esistenza della chiesa di San Ginese ben prima della cappella intitolata a S.Alessandro, in onore del Papa, Alessandro IIè anche la pergamena n.349 dell'Archivio Capitolare di Lucca, p.136, che in una carta di ivello dell'anno 1068 cita la "terra S. Genesii".La intitolazione a San Alessandro, se fatta in onore di papa Alessandro II, non può essere precedente il 1073,  anno in cui si spense il pontefice. La ricostruzione della chiesa legata al culto di San Alessandro papa, - che era ridotta in condizioni così miserevoli che quando venne visitata nel 1465, il vescovo dell'epoca la chiuse -  avvenne per iniziativa di un gruppo di persone della Pieve San Paolo, al cui Priorato apparteneva la Pieve di Compito e che verranno a costituire la Confraternita di San Ginese, tuttora attiva.La visita pastorale del 1660, contenuta nel Registro storico depositato e consultabile all'Archivio Arcivescovile di Lucca, ne descrive l'interno ricordando i santi che vi erano venerati: San Ginese martire e Santo Alessandro papa. Nella visita del 1675 viene ricordato dal vescovo che dalla chiesa dipedevano le chiese di Villora (Santo Stefano), allora sotto il patronato degli Altogradi, e la chiesa romanica dell'ospedale di San Leonardo, pur appartenendo ai canonici della Fregionaia di Lucca.
La reliquia, costituita da un ossicino di quel braccio di San Ginese,  viene esposta e portata in processione il giorno della festa di San Ginese il 25 agosto. Un tempo, nel giorno della ricorrenza venivano condotti nella chiesa a venerare la reliquia alcuni malati che invocavano l'aiuto del santo, protettore dei malati di epilessia, oltre che patrono degli artisti. Nel 1915 venne portata a termine la costruzione del campanile di marmo bianco.
Appartiene alla comunità parrocchiale del Compitese.

### Parco della Rimembranza di San Ginese di Compito
Si tratta di un parco commemorativo, dedicato ai caduti della prima guerra mondiale, che fa parte al n.0901143703 del Catalogo Nazionale dei beni culturali. La sua costruzione risale al periodo fascista.
Si compone di una cappella, che accoglie due lapidi che riportano i nomi dei caduti sanginesini nelle due guerre mondiali, e di un giardino esterno, circondato da un filare di lecci, in cui sono infissi ceppi con lastre di marmo dedicate ai singoli caduti. Al centro dello spiazzo, posto sul lato nord est del piazzale della chiesa, è installato un monumento di Franco Pegonzi, che ha sostituito l'originario monumento ai caduti di Niccolò Codino:

### Edifici storici
Altri edifici storici edifici storici rilevanti, schedati dal Comune di Capannori e vincolati ai sensi della L.R. 59/80 sono:
- Palazzo Di Vecchio[75], situato a Castello.
- Casa de' Sesti[76] con cappella privata, in via dei Preti, in località Centoni.
- Villa/ville al Maggiorello, sull'omonima altura, la più alta del territorio.
- Villa in località detta Alla Croce (detta Casa del Tuccino o del Tucci).
- Palazzo in località Lecci, con cappella privata, presso l'incrocio di via alla Francese/via delle Servette, sede del Comando alleato americano nella Seconda Guerra Mondiale.
- Villa al Ferrante, accessibile solo da San Leonardo in Treponzio.[2]

## Luoghi scomparsi, dimenticati o misconosciuti

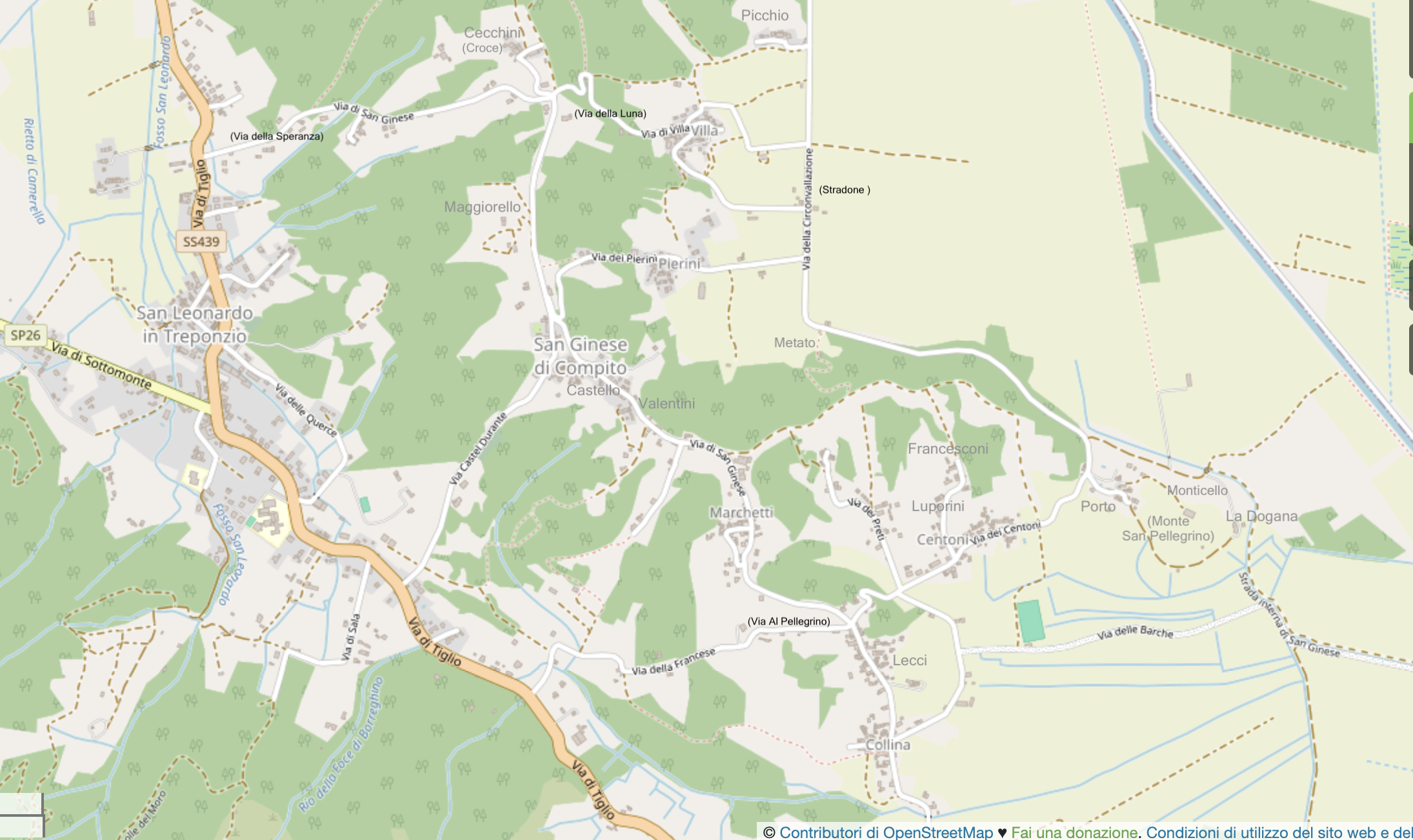

### Castel Durante
Il castello sarebbe introvabile secondo Marco Frilli del Gruppo Archeologico Capannorese, che ha eseguito dei sopralluoghi preliminari in località Castello ed anche nei sotterranei della Chiesa. È invece ancora in piedi una doppia fila di muraglioni, situati a nord della attuale Chiesa Parrocchiale e che fiancheggiano via Castel Durante, la cui funzionalità rimarrebbe un mistero se non si ammettesse l'esistenza di una pregressa struttura fortificata.

### Chiesa di Santo Stefano di Villora,una volta Pieve di Santo Stefano e San Giovanni Battista[9]
Ad oggi la chiesa di Villora non è stata ancora rintracciata nelle case del borgo di Villora, oggi detto Villa. Forse basterebbe una attenta ricerca nelle carte del Comune di Capannori per aver qualche indicazione, mentre le ricerche sono state svolte solo nell'Archivio Arcivescovile di Lucca. Eppure solo il 1803 era ancora in piedi, come riferisce il vescovo che la visitò. Il GAC, Gruppo Archeologico Capannorese, partendo dalla supposizione che l'edificio si sia impaludato a causa delle sempre più frequenti inondazioni, ha compiuto nel 1997 ricognizioni nella particella 230 del foglio 102, nei pressi dei campi che la gente del luogo chiamava "Convento" e "Alla Chiesina", rinvenendo resti di laterizi ed altri frammenti ceramici. Non è stato rinvenuto nemmeno il Cimitero, che per secoli era annesso o sito nei pressi all'edificio sacro, né resti nel medesimo. 

Dai documenti dell'Archivio di Stato di Lucca risulta invece la presenza di una chiesa localizzabile in molte mappe ai margini est del borgo di Villora fino al secolo XiX. Alcuni indicano anche il possibile luogo della Chiesa, che coincide con il luogo individuato nelle mappe rinascimentali, situato ad est dell'attuale abitato, cioè in un luogo appena sopraelevato sul livello di campagna della piana dell'alveo di Bientina, adatto all'approdo di imbarcazioni. Sono altresì presenti per certo elementi architettonici (archi sulle facciate) nelle case del borgo, che starebbero ad indicare un loro uso religioso, avvalorando l'ipotesi dell'esistenza di un convento, sopra accennata. Nel 1680 la chiesa viene trovata in condizioni miserevoli dall'allora vescovo cardinale Giulio Spinola, che la unì alla chiesa di San Ginese di Compito. Nel 1803 viene trovata " diserta " dal vescovo di Lucca Filippo Sardi, che scrive: " S.Stefano di Villora, già iuspatronato di casa Altogradi, non esiste più per essere detta chiesa diserta".

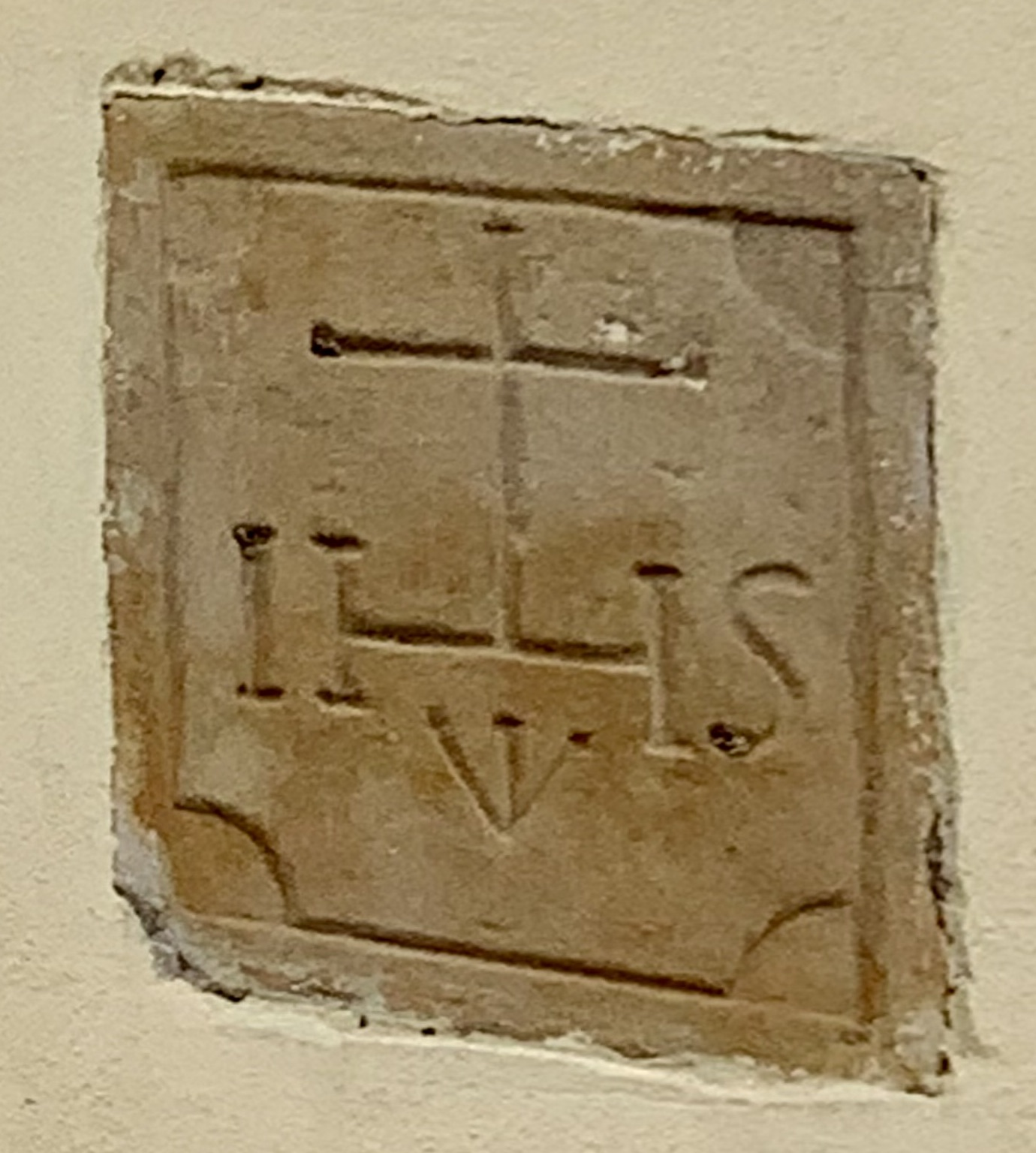
Mattonella con il simbolo IHS, rinvenuta sopra la porta di una casa in località Al Porto, forse ricollegabile alla chiesa di San Pellegrino o alla piovania di San Genesio, un tempo site in luogo

### La viabilità di San Ginese di Compito
La viabilità della lucchesia si è notevolmente modificata nel corso dei secoli, e soprattutto è stata dimenticata. Quella che era vigente durante il medioevo, ereditata da quella romana,  è stata trattata da Cesare Sardi(1853-1924), il cui lavoro è stato ripreso da Salvatore Andreucci ne " La strada Romea e peregrina in territorio lucchese". Entrambi si occupavano del percorso tradizionale della via Francigena,  anche detta via Romea, che, proveniente da nord, portava da Lucca verso Altopascio tramite quella che oggi è detta via Romana. Però il Sardi, e non l'Adreucci,  affermava che la via Romea, una volta uscita da Lucca, si mescolava nel dedalo di vie del contado, finelndo da Pozzeveri nel Computo a San Leonardo in Treponzio, ripartendo poi dal Trivium luporum, il crocicchio che sta presso l'antico Ospedale. Oltre alla citata considerazione, per compredere come si siano potute sviluppare strade alternative al percorso tradizionale della via Romea, si deve tenere conto anche fatto che il tratto di strada Francigena tra Lucca ed Altopascio era frequentamente sotto acqua a causa delle inondazioni che affliggevano l'area durante tutto il medioevo, come ben si evidenzia nella tav.III de Variazioni fisiografiche del bacino di Bientina e della pianura lucchese durante i periodi storici di Elena Pederi. Uno dei percorsi alternativi passava da San Leonardo in Trepozio e proseguiva verso Bientina passando per l'odierno borgo al Porto di San Ginese, detto all'epoca Porto del Pellegrino.

### Via Al Pellegrino, Chiesa, Monte e Porto di San Pellegrino, ora in località Al Porto
Una ecclesia S. Pellegrini de Colline risulta nell'Estimo delle chiese della Diocsi di Lucca del 1260, ed anche negli estimi seguenti. Altri riferimenti alla località sono rintracciabili nella sezione delle mappe dell'Archivio di Stato di Lucca. Una carta in china, realizzata da Natalini Giuseppe nel 1659, illustra, in basso a destra, un promontorio sul lago di Sesto (Monte San Pellegrino), sormontato dalla Chiesa di San Pellegrino, ai cui piedi si erge una fila di case intorno ad un'insenatura, riconducibile ad un porto. In una mappa del 1795, si rileva che dove prima c'era la chiesa ora è indicata solo la "Casa delle Piovania di San Ginesio", facente parte della Comunità di San Genesio, vicarìa di Compito. Presumibilmente la Piovania è stata realizzata sui resti della chiesina sfatta. In una mappa del 1819 si rinviene solo una "Chiesina sfatta" di San Pellegrino in mezzo ai terreni di proprietà della Pieve di Compito. È nella redazione del Catasto Nuovo Borbonico, nel foglio IV di San Ginese di Compito, elaborato a china ed acquarello tra il 1832 ed il 1839, che il cartografo Giovanni Bianchi illustra con precisione la via Al Pellegrino che porta alla Dogana ed al Porto Al Pellegrino. Ma non c'è più indicazione alcuna della Piovania. L'edificio, che nella mappa del 1795 ospitava la Piovania, è ora segnato come particella 655, ed è l'edificio più grande di tutto l'abitato. Invece è la tavola 85 del V circondario del Catasto Borbonico del 1832, che, disegnata in china e acquarello dal geomentra Pinochi Santi, mostra come la via Al Pellegrino partisse da via Di Tiglio (ora ss.439), percorrendo la attuale via Della Francese, passando poi per Centoni fino all'abitato del Monte Pellegrino (corrispondente all'attuale borgo detto Al Porto). Da quanto precede appare chiaro come i pellegrini, che transitavano da San Leonardo in Treponzio in direzione di Roma, invece che proseguire a piedi fino a Bientina in territorio pisano, potevano scegliere di imbarcarsi subito al Porto al Pellegrino per scendere lungo il lago di Sesto fino a Bientina ed oltre l'Arno, ostacolo naturale da superare in ogni caso. Ovviamente con la bonifica del Lago di Sesto/Bientina, iniziata nel 1859 sotto il dominio granducale, la località perse la sua importanza fino a farne dimenticare completamente la storia.
- Collina: visitato dal G.A.C., Gruppo Archeologico Capannorese, è stato ritenuto sede probabile di fortificazioni.
- Via della Luna, era la attuale via Di Villa: risulta nel catasto borbonico (1832-1836)[91].
- Via della Speranza, era l'attuale via di Castel Durante nel tratto che dall'incrocio con via di Villa conduceva alla via Di Tiglio, l'attuale ss. Lucca-Pontedera. Era la speranza che avevano i tanti migranti sanginesini di tornare un giorno al paese o far fortuna altrove.
- Stradone di Villora, era l'attuale via della Circonvallazione, che separava le terre coltivate da quelle che erano spesso inondate prima della bonifica dele 1859, costruito sulla cosiddetta "linea rossa", che separava sulle mappe i campi soggetti a tassazione da quelli spesso sommersi e perciò esenti da tasse.[92]
- Stradoncello, era una via tra Collina e Centoni.
- Luogo detto alla Croce: anche oggi il borgo di Cecchini viene indicato sulle mappe come Luogo detto Alla Croce. Non è dato conoscere dove sia la Croce, probabilmente da identificarsi con quella sita ai piedi della collina, nell'attuale incrocio tra via San Ginese e via Di Villa, dove insiste una Villa rinascimentale detta "Villa alla Croce". La cosa strana è che Cecchini era denominato "Luogo detto Alla Croce" anche nelle mappe borboniche, quando il borgo aveva un altro imbocco, ben lontano dalla Croce attuale. Ciò dimostrerebbe che la attuale Croce non avrebbe nulla a che vedere con il borgo.

## Economia
Importante è la coltivazione del fagiolo cannellino di San Ginese (e di Sant'Alessio), la cultivar più piccola e tenera dei fagioli cannellini. Nella cucina locale viene abbinato a cipolle dolci, inondato dall'olio di frantoi della zona con sale e pepe, mangiato lesso con pane toscano preferibilmente sciocco. Si produce in tutta la Piana di Lucca.
Tutto il territorio disponibile è coltivato ad oliveti oramai da tempi antichi, che hanno sostituito quasi interamente la tradizionale coltivazione della vite, anch'essa testimoniata da resti romani.

## Sport
Nel settembre 2024 è stata fondata la squadra di calcio F.C. SAN GINESE 2024. La squadra partecipa attualmente al campionato di calcio a 7 AICS presso l’impianto Checchi Calcio di Carraia. L’F.C. SAN GINESE 2024 rappresenta un'importante realtà sportiva per la frazione, promuovendo la partecipazione e l’aggregazione locale attraverso il calcio amatoriale.